# 21 juillet en sport
21 juin 21 août
Chronologies thématiques
- Croisades
- Ferroviaires
- Disney

Le 21 juillet (202e jour de l'année ou 203e en cas d'année bissextile) en sport.

## Événements

### XIXesiècle
- 1855 :
  - (Aviron) : deuxième édition de la régate universitaire entre Harvard et Yale. Harvard s'impose[1].
- 1876 :
  - (Baseball) : à l’occasion du centenaire des États-Unis et de la ville de San Francisco, une sélection de joueurs de la région de la Bay effectue une tournée dans l’est. En ce 21 juillet, les Centenials commencent leur tournée par une défaite 12-4 face à une équipe de semi-pros New-Yorkais. La fin de la tournée est plus festive pour les représentants du Golden State avec 6 victoires en 7 matches à Philadelphie. Ces succès transmis par la presse ont un grand retentissement à San Francisco !
- 1886 :
  - (Cricket) : 3e journée du 2e des trois test matches de la tournée anglaise de l’équipe australienne de cricket. L’Angleterre bat l’Australie par 126 runs.
- 1890 :
  - (Cricket) : 1er jour du 1er test match de la tournée anglaise de l’équipe d'Australie.

### XXesièclede1901à1950
- 1904 :
  - (Automobile) : à Ostende, Louis Rigolly établit un nouveau record de vitesse terrestre : 166,66 km/h.
- 1925 :
  - (Automobile) : à Pendine Sands, Malcolm Campbell établit un nouveau record de vitesse terrestre : 242,79 km/h.
- 1946 :
  - (Sport automobile) : Grand Prix automobile des Nations.

### XXesièclede1951à2000
- 1962 :
  - (Formule 1) : Grand Prix automobile de Grande-Bretagne.
- 1963 :
  - (Athlétisme) : Valeriy Brumel établit un nouveau record du monde du saut en hauteur à 2.28 mètres.
- 1969 :
  - (Athlétisme) : John Pennel porte le record du monde du saut à la perche à 5,44 mètres.
- 1975 :
  - (Rallye automobile) : arrivée du Rallye du Portugal.
- 1985 :
  - (Cyclisme sur route/Tour de France) : Bernard Hinault remporte son 5e et dernier Tour de France
  - (Formule 1) : Grand Prix automobile de Grande-Bretagne.

### XXIesiècle
- 2002 :
  - (Formule 1) : Michael Schumacher remporte son 5e titre mondial dès le Grand Prix de France, et devient donc le second pilote à atteindre ce nombre avec Juan Manuel Fangio.
- 2007 :
  - (Rugby à XV) : à l'Eden Park d'Auckland, la Nouvelle-Zélande remporte le Tri-nations grâce à sa victoire sur l'Australie sur le score de 26 à 12.
- 2016 :
  - (Cyclisme sur route /Tour de France) : sur la 18e étape du Tour de France 2016, victoire du Britannique Christopher Froome qui conforte encore son maillot jaune devant le Néerlandais Tom Dumoulin et l'Italien Fabio Aru.
  - (Jeux de Rio de Janeiro 2016 /Dopage) : le TAS rejette l'appel des athlètes russes. L'instance basée à Lausanne n'autorise pas les athlètes qui en avaient fait la demande, à participer aux Jeux de Rio de Janeiro[2],[3]. L'AMA appelle le CIO à prendre ses responsabilités, elle espère qu'il suivra la décision du TAS en ce qui concerne la suspension de la Russie[4].
- 2017 :
  - (Cyclisme sur route /Tour de France) : sur la 19e étape du Tour de France 2017 qui relie Embrun à Salon-de-Provence, victoire du Norvégien Edvald Boasson Hagen qui devance l'Allemand Nikias Arndt et le Belge Jens Keukeleire. Le Britannique Christopher Froome conserve son maillot jaune.
  - (Escrime /Championnats du monde) : sur le fleuret féminin individuel, victoire de la Russe Inna Deriglazova et sur le sabre masculin individuel, victoire du Hongrois András Szatmári.
  - (Natation /Championnats du monde) : sur la 7e journée des Championnats du monde de natation, victoire du Français Axel Reymond chez les hommes et de la Brésilienne Ana Marcela Cunha sur 25 km puis en natation synchronisée, victoire des Russes Anastasia Bayandina, Vlada Čigirëva, Veronika Kalinina, Marija Šuročkina, Daria Bayandina, Maryna Golyadkina, Polina Komar et Darina Valitova du ballet par équipes. En Plongeon, victoire de la Chinoise Shi Tingmao du libre au tremplin à 3 m.
- 2019 :
  - (Cyclisme sur route /Tour de France) : sur la 15e étape du Tour de France qui se déroule entre Limoux et Foix - Prat d'Albis, sur une distance de 185 kilomètres, victoire du Britannique Simon Yates. Le Français Julian Alaphilippe conserve le maillot jaune.
  - (Golf /Tournoi majeur) : sur la 148e édition du British Open, qui se disputait sur le parcours Royal Birkdale Golf Club situé à Southport, victoire de l'Irlandais Shane Lowry.
- 2021 :
  - (Jeux olympiques d'été) 
    - (JO d'été de Tokyo) : 1er jour de compétition. Cette journée olympique se déroule 2 jours avant la Cérémonie d'ouverture en raison des contraintes des tournois de football liées au temps de récupération obligatoire entre les matchs et au calendrier des Jeux olympiques strictement limité à seize jours par le CIO.
    - (Sélection de la ville hôte pour les Jeux olympiques de 2032) : la ville de Brisbane en Australie est annoncée comme ville-hôte pour organiser les Jeux olympiques d'été de 2032[5].
- 2023 :
  - (Cyclisme sur route /Tour de France) : sur la 19e étape du Tour de France qui se déroule entre Moirans-en-Montagne (Jura) et Poligny (Jura), sur une distance de 172,8 kilomètres[6], victoire du Slovène Matej Mohorič. Le Danois Jonas Vingegaard conserve son maillot jaune.
- 2024 :
  - (Cyclisme sur route /Tour de France) : sur la 21e et dernière étape du Tour de France qui se déroule entre Monaco et Nice (Alpes-Maritimes), sur une distance de 33,7 kilomètres et se joue sur un contre-la-montre individuel. C'est également la première fois depuis 1904 que l'arrivée finale n'est pas jugée à Paris[7]. Et le Slovène Tadej Pogačar remporte le Tour de France, dont 6 étapes et réalise le doublé Giro-Tour[8]. L'Érythréen Biniam Girmay remporte le classement par points, l'Équatorien Richard Carapaz, celui de la montagne, le Belge Remco Evenepoel, le classement du meilleur jeune et UAE Team Emirates, le classement par équipes.

## Naissances

### XIXesiècle
- 1863 :
  - Charles Aubrey Smith, joueur de cricket puis acteur anglais. (1 sélection en Test cricket). († 20 décembre 1948).
- 1873 :
  - Charles Schlee, cycliste sur piste américain. Champion olympique du 5 miles aux Jeux de Saint-Louis 1904. († 5 janvier 1947).
- 1881 :
  - Ludvig Drescher, footballeur danois. Médaillé d'argent aux jeux de Londres 1908 et aux Jeux de Stockholm 1912. (4 sélections en équipe nationale). († 14 juillet 1917).
- 1884 :
  - Louis Abell, rameur américain. Champion olympique du huit aux Jeux de Paris 1900 et aux Jeux de Saint-Louis 1904. († 25 octobre 1962).

### XXesièclede1901à1950
- 1902 :
  - Georges Wambst, cycliste sur route et sur piste français. Champion olympique de la course en ligne par équipes aux Jeux de Paris 1924. († 1er août 1988).
- 1904 :
  - Fernand Fayolle, cycliste sur route français. († 18 septembre 1997).
- 1910 :
  - Piero Pasinati, footballeur puis entraîneur italien. Champion du monde de football 1938. (11 sélections en équipe nationale). († 15 novembre 2000).
- 1917 :
  - Luigi Cantone, épéiste italien. Champion olympique en individuel et médaillé d'argent par équipe aux Jeux de Londres 1948. († 6 novembre 1997).
- 1930 :
  - Earl Reibel, hockeyeur sur glace canadien. († 3 janvier 2007).
- 1931 :
  - Michel Vannier, joueur de rugby à XV français. Vainqueur des tournois des Cinq Nations 1960 et 1961. (43 sélections en équipe de France). († 28 juin 1991).
- 1939 :
  - Helmut Haller, footballeur allemand. (33 sélections en équipe nationale). († 11 octobre 2012).
- 1943 :
  - Jackie Sinclair, footballeur écossais. Vainqueur de la Coupe des villes de foires 1969. (1 sélection en équipe nationale). († 2 septembre 2010).
- 1946 :
  - Jüri Tarmak, athlète de saut soviétique puis estonien. Champion olympique de la hauteur aux Jeux de Munich 1972. († 22 juin 2022).
- 1948 :
  - Jacky Vergnes, footballeur français.(1 sélection en équipe nationale). († 28 juin 2025).
- 1950 :
  - Ubaldo Fillol, footballeur puis entraîneur argentin. Champion du monde de football 1978. Vainqueur de la Copa Libertadores 1984. (56 sélections en équipe nationale).

### XXesièclede1951à2000
- 1954 :
  - Jean Bernier, hockeyeur sur glace canadien.
  - Danièle Debernard, skieuse alpine française. Médaillée d'argent du slalom aux Jeux de Sapporo 1972 et médaillée de bronze du géant aux Jeux d'Innsbruck 1976.
- 1955 :
  - Marcelo Bielsa, entraîneur de football. Il a notamment entraîné l'Argentine, l'Olympique de Marseille ou encore Leeds United.
- 1956 :
  - Guy Koller, haltérophile français. Président de la Fédération française d'haltérophilie de 2021 à sa mort en 2022. († 3 juillet 2022).
- 1960 :
  - Fritz Walter, footballeur allemand.
- 1961 :
  - François Zahoui, footballeur ivoirien.
- 1964 :
  - Fabrice Colas, cycliste sur piste français. Médaillé de bronze du km aux Jeux de Los Angeles de 1984. Champion du monde de tandem 1987, 1988, 1989 et 1992.
  - Lubomír Vlk, footballeur tchécoslovaque puis tchèque. (11 sélections avec l'équipe de Tchécoslovaquie).
  - Jens Weissflog, sauteur à ski est-allemand. Champion olympique du petit tremplin et médaillé d'argent du grand aux Jeux de Sarajevo 1984, puis champion olympique du grand tremplin et par équipes aux Jeux de Lillehammer 1994. Champion du monde de saut à ski au grand tremplin 1985 et 1989.
- 1965 :
  - Francis Moreau, cycliste sur route et sur piste français. Champion olympique de la poursuite par équipes aux Jeux d'Atlanta 1996. Champion du monde de poursuite individuelle 1991.
- 1968 :
  - Lyle Odelein, hockeyeur sur glace canadien.
- 1969 :
  - Isabell Werth, cavalière de dressage allemande. Championne olympique par équipes et médaillée d'argent en individuelle aux Jeux de Barcelone 1992, aux Jeux de Sydney 2000, aux Jeux de Pékin 2008 et aux Jeux de Rio 2016 puis championne olympique en individuelle et par équipes aux Jeux d'Atlanta 1996. Championne du monde de dressage en individuelle et par équipes 1994, 1998, 2006 et 2018 puis par équipes 2014. Championne d'Europe de dressage en individuelle et par équipes 1991, 1993, 1995, 1997, par équipes 1999, 2001, 2003 et 2013 puis en individuelle 2007 et 2017.
- 1971 :
  - Anthony Beltoise, pilote de courses automobile français.
  - Alekseï Koudachov, hockeyeur sur glace et ensuite entraîneur soviétique puis russe.
- 1972 :
  - Makan Dioumassi, joueur puis entraîneur de basket-ball français.
- 1973 :
  - Berhane Adere, athlète de fond éthiopienne. Championne du monde d'athlétisme du 10 000 m 2003.
- 1979 :
  - Tamika Catchings, basketteuse américaine. Championne olympique aux Jeux d'Athènes 2004, aux Jeux de Pékin 2008 et aux Jeux de Londres 2012. Championne du monde de basket-ball féminin 2002 et 2010.
  - Andrej Voronin, footballeur ukrainien. (74 sélections en équipe nationale).
- 1980 :
  - Scott Frandsen, rameur canadien. Médaillé d'argent en deux sans barreur aux Jeux de Pékin 2008.
  - Sandra Laoura, skieuse acrobatique puis consultante TV française. Médaillée de bronze en bosses aux Jeux de Turin 2006.
  - C.C. Sabathia, joueur de baseball américain.
- 1981 :
  - Alexis Rubén González, volleyeur argentin. (75 sélections en équipe nationale).
  - Jack Howard, athlètes de sprint micronésien.
  - John Howard athlètes de sprint micronésien.
  - Anabelle Langlois, patineuse artistique de couple canadienne.
- 1984 :
  - Paul Davis, basketteur américain.
  - Dragan Gajić, handballeur slovène. (151 sélections en équipe nationale).
- 1985 :
  - Vanessa Daribo, rink hockeyeuse française. Championne du monde de rink hockey féminin 2012.
  - Filip Polášek, joueur de tennis slovaque.
- 1986 :
  - Denys Fomin, volleyeur soviétique puis ukrainien.
  - Fulgence Ouedraogo, joueur de rugby à XV et de rugby à sept français. Vainqueur du Grand Chelem 2010. (39 sélections en Équipe de France de rugby à XV et 18 en Équipe de France de rugby à sept).
  - Jason Thompson, basketteur américain.
- 1987 :
  - Brandon Costner, basketteur américain.
  - Souleymane Diabate, basketteur ivoirien. (42 sélections en équipe nationale).
- 1988 :
  - DeAndre Jordan, basketteur américain.
- 1989 :
  - Henry Pyrgos, joueur de rugby à XV écossais. (28 sélections en équipe nationale).
  - Ma'ama Vaipulu, joueur de rugby à XV néo-zélandais puis tongien. (13 sélections avec l'équipe des Tonga).
- 1992 :
  - Giovanni De Gennaro, kayakiste italien.
- 1993 :
  - Jérémy Maison, cycliste sur route français.
- 1994 :
  - Imane Abdelahad, footballeuse marocaine.
- 1995 :
  - Margaux Vigie, cycliste sur route française.
- 1997 :
  - Omari Spellman, basketteur américano-libanais.
- 1998 :
  - Marie Bouzková, joueuse de tennis tchèque.
  - Thomas Preining, pilote de courses automobile d'endurance autrichien.
- 2000 :
  - Erling Braut Håland, footballeur norvégio-anglais. Vainqueur de la Ligue des champions 2023. (33 sélections avec l'équipe de Norvège).

### XXIesiècle
- 2003 :
  - Abu Kamara, footballeur anglais.

## Décès

### XXesièclede1901à1950
- 1931 :
  - Maurice Audibert, 63 ans, pilote de courses automobile et industriel français. (° 8 septembre 1867).
- 1943 :
  - Charley Paddock, 42 ans, athlète de sprint américain. Champion olympique du 100 m et du relais 4 × 100 m puis médaillé d'argent du 200 m aux Jeux d'Anvers 1920 et ensuite médaillé d'argent sur 200 m aux Jeux de Paris 1924. (° 11 août 1900).
- 1945 :
  - Ryosuke Nunoi, 36 ans, joueur de tennis japonaise. (° 18 janvier 1909).

### XXesièclede1951à2000
- 1967 :
  - Jimmie Foxx, 59 ans, joueur de baseball américain. (° 22 octobre 1907).
- 1972 :
  - Ralph Craig, 83 ans, athlète de sprint américain. Champion olympique du 100 mètres et du 200 mètres aux Jeux de Stockholm 1912. (° 21 juin 1889).
- 1991 :
  - Paul Warwick, 22 ans, pilote de courses automobile britannique. (° 29 janvier 1969).

### XXIesiècle
- 2003 :
  - John Davies, 65 ans, athlète de demi-fond néo-zélandais. Médaillé de bronze du 1 500 m aux Jeux de Tokyo 1964. (° 25 mai 1938).
- 2007 :
  - Gilbert Bozon, 72 ans, nageur français. Médaillé d'argent du 100 m dos aux Jeux d'Helsinki 1952. (° 19 mars 1935).
- 2014 :
  - Kevin Skinner, 86 ans, boxeur puis joueur de rugby à XV néo-zélandais. (20 sélections en équipe nationale). (° 24 novembre 1927).
- 2022 :
  - Paddy Hopkirk, 89 ans, pilote de rallyes automobile britannique. (° 14 avril 1933).
  - Uwe Seeler, 85 ans, footballeur puis dirigeant sportif allemand. (72 sélections en équipe nationale).  (° 5 novembre 1936).